# Evangelische Kirche (Dirmingen)

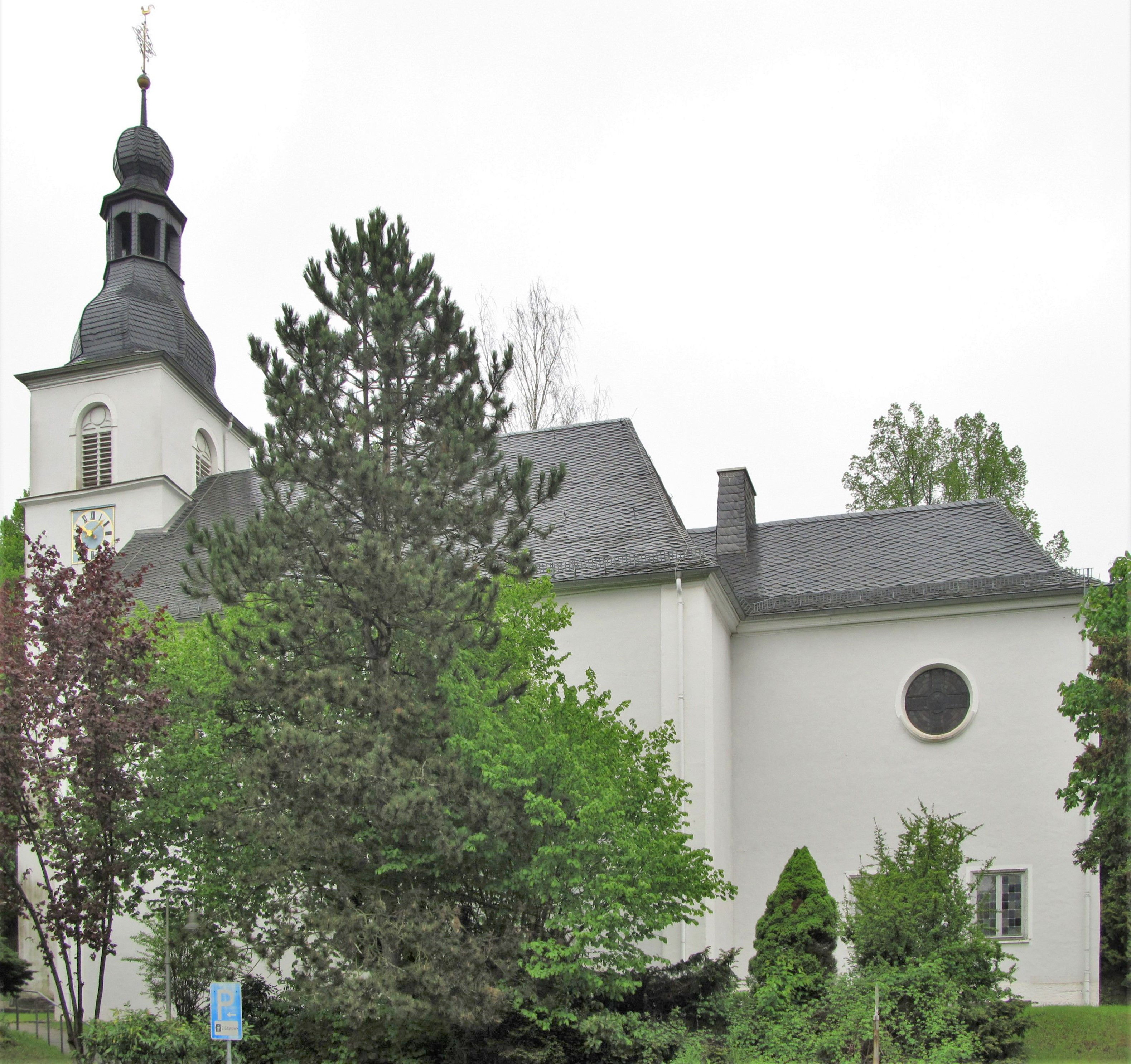
Die evangelische Kirche in Dirmingen

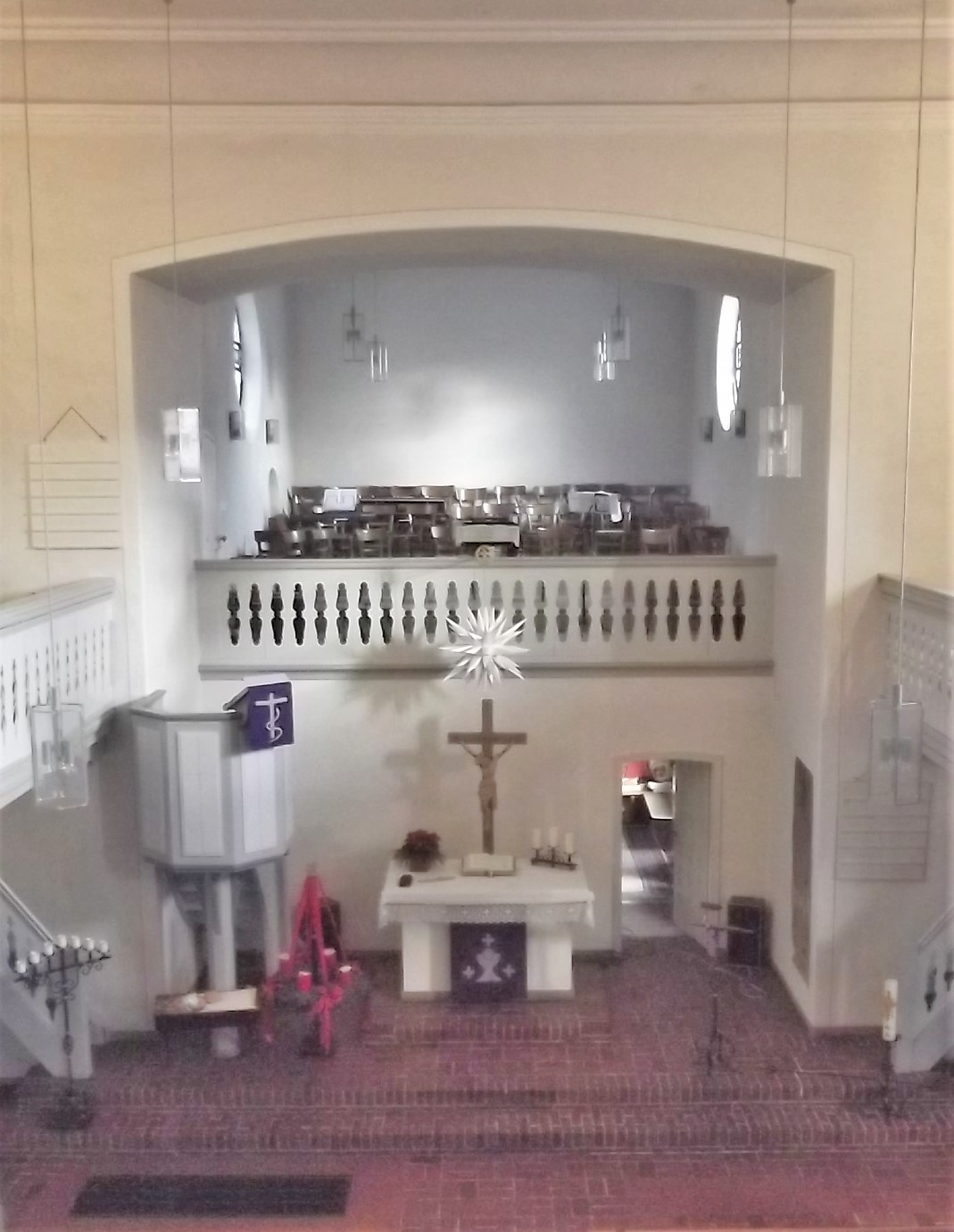
Blick von der Empore zum Altarraum

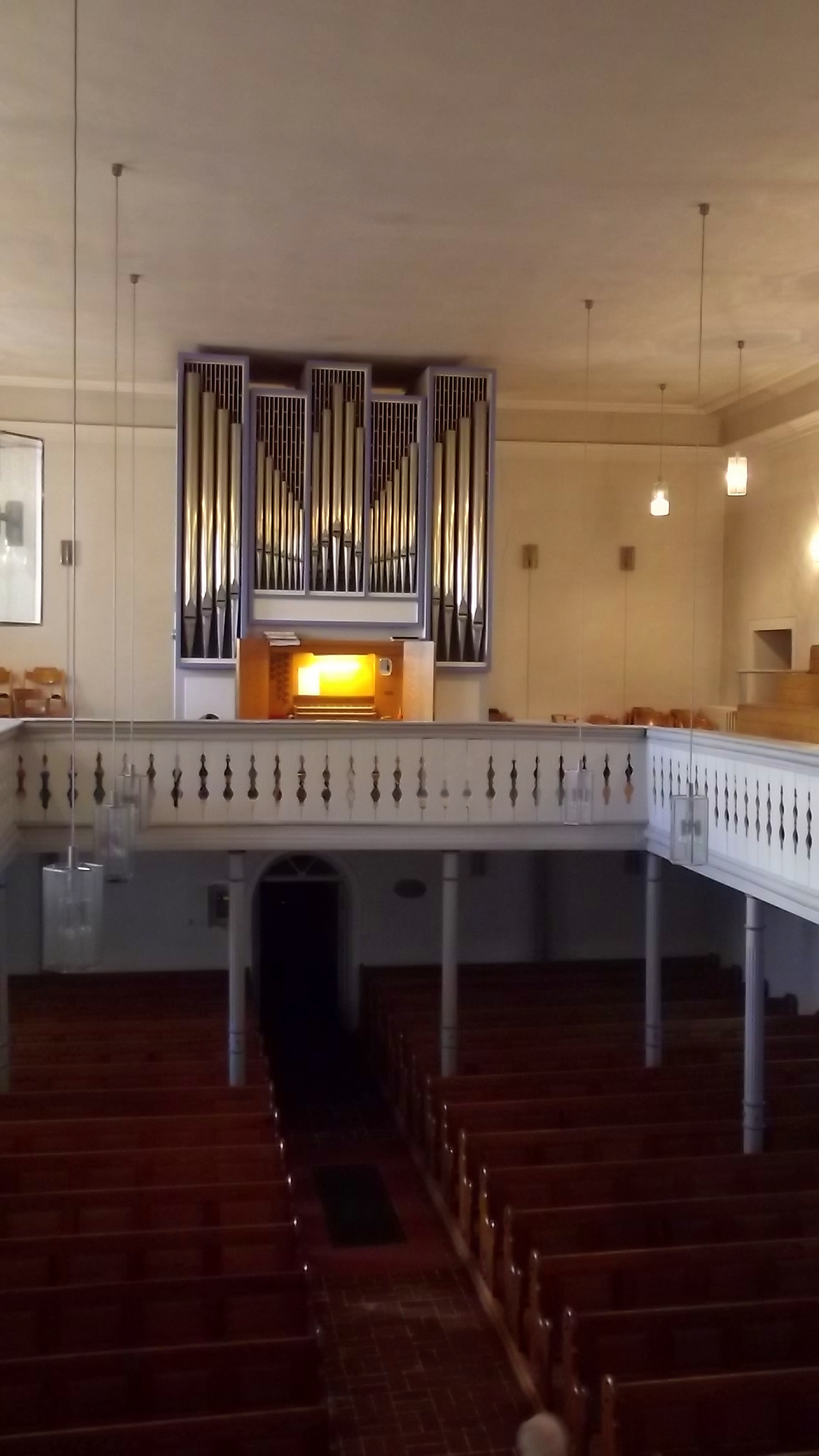
Innenraum mit Orgel

Die Evangelische Kirche Dirmingen ist die Pfarrkirche der Evangelischen Kirchengemeinde in Dirmingen, einem Ortsteil der saarländischen Gemeinde Eppelborn im Kirchenkreis Saar-Ost der Evangelischen Kirche im Rheinland. In der Denkmalliste des Saarlandes ist die Kirche als Einzeldenkmal aufgeführt.

## Geschichte
Die Ursprünge des Kirchengebäudes gehen bis ins Mittelalter zurück. In der zweiten Hälfte des 13. Jahrhunderts entstanden die vier unteren Stockwerke des Kirchturms. Der Turm war Teil eines Gotteshauses, das kleiner war als das heutige.
Wegen Baufälligkeit wurde die mittelalterliche Kirche im Jahr 1746 bis auf den Turm abgerissen und durch einen Neubau ersetzt für dessen Entwurf Friedrich Joachim Stengel (Saarbrücken) verantwortlich zeichnete. Am 24. April 1746 erfolgte die Grundsteinlegung und am 6. November des gleichen Jahres die Weihe des Neubaus. Im Rahmen der Bauarbeiten wurde der Turm um ein 5. Stockwerk erhöht und mit einer welschen Haube mit offener Laterne und Zwiebelaufsatz bekrönt.
Im 19. Jahrhundert wurde die Kirche einem Umbau im Inneren unterzogen. In den Jahren 1936 bis 1937 erfuhr die Kirche eine Erweiterung nach Plänen des Architekten Rudolf Krüger, indem an das Langhaus im Osten ein Chor mit Sakristei angebaut wurde, und so der Altarraum vergrößert wurde.
1966 und 1996 wurden Restaurierungsarbeiten durchgeführt. Im Jahr 2008 erfolgte ein Umbau der zur Altarraum-Empore führenden Treppe.

## Architektur und Ausstattung
Die Saalkirche mit nach Osten ausgerichtetem rechteckigem Kirchenschiff und Walmdach ist mit einem siebenarmigen sowie einem dreiteiligen Leuchter ausgestattet, sowie einem Ambo und einem Ständer für die Osterkerze, die Schlossermeister Willi Bund (Dirmingen) fertigte und der Kirche stiftete.
Im Altarraum rechts des Altars an der Wand gegenüber der Kanzel ist die Grabplatte des Pfarrers Johann Gerhard Heintz (1692–1709) in die Kirchwand eingelassen. Es handelt sich um eine 195 × 78 cm große Sandsteinplatte mit der Abbildung eines Pfarrers mit Kelch rechts neben dem Kopf.
Von den beiden Buntglasfenstern im Chorraum zeigt das Nordfenster die Christussymbole XP und Alpha und Omega sowie die Evangelistensymbole Mensch, Löwe, Stier und Adler. Im Südfenster sind zwei sich kreuzende Schlüssel sowie das Lamm mit der Fahne und ein brennendes Herz zu sehen.
Die Bänke und der Fußboden stammen aus dem Jahr 1897.

## Orgel
Die Orgel der Kirche wurde 1974 von dem damaligen VEB Orgelbau der Firma Gebrüder Jehmlich (Dresden) erbaut. Das Schleifladen-Instrument verfügt über 15 Register, verteilt auf 2 Manuale und Pedal. Die Spiel- und Registertraktur ist mechanisch. Die Disposition lautet wie folgt:
| I Hauptwerk C–g3 |             |    |
| 1.               | Prinzipal   | 8′ |
| 2.               | Rohrgedackt | 8′ |
| 3.               | Oktave      | 4′ |
| 4.               | Spitzflöte  | 4′ |
| 5.               | Oktave      | 2′ |
| 6.               | Mixtur IV   |    |

| II Hinterwerk C–g3 |                |    |
| 7.                 | Gedackt        | 8′ |
| 8.                 | Rohrflöte      | 4′ |
| 9.                 | Prinzipal      | 2′ |
| 10.                | Sesquialter II |    |
| 11.                | Zimbel III     |    |
| 12.                | Krummhorn      | 8′ |
|                    | Tremulant      |    |

| Pedal C–f1 |               |       |
| 13.        | Subbass       | 16′   |
| 14.        | Gemshorn      | 8′    |
| 15.        | Choralbass II | 4′+2′ |

- Koppeln: II/I, I/P, II/P